# Красноилья
Краснои́лья (укр. Красноїлля) — село в Верховинской поселковой общине Верховинского района Ивано-Франковской области Украины.
Население по переписи 2001 года составляло 1282 человека. Занимает площадь 18 км². Почтовый индекс — 78716. Телефонный код — 03432.